# فرانک تابانو
فرانک تابانو (انگلیسی: Franck Tabanou؛ زادهٔ ۳۰ ژانویهٔ ۱۹۸۹) بازیکن فوتبال اهل فرانسه است که به عنوان مدافع و هافبک بازی می‌کند.
از باشگاه‌هایی که در آن بازی کرده‌است می‌توان به باشگاه فوتبال سوانزی سیتی، باشگاه فوتبال تولوز، باشگاه فوتبال سن-اتین و باشگاه فوتبال گنگام اشاره کرد.
وی همچنین در تیم‌های ملی فوتبال زیر ۲۰ سال فرانسه و زیر ۲۱ سال فرانسه بازی کرده‌است.